# 27th Special Operations Wing

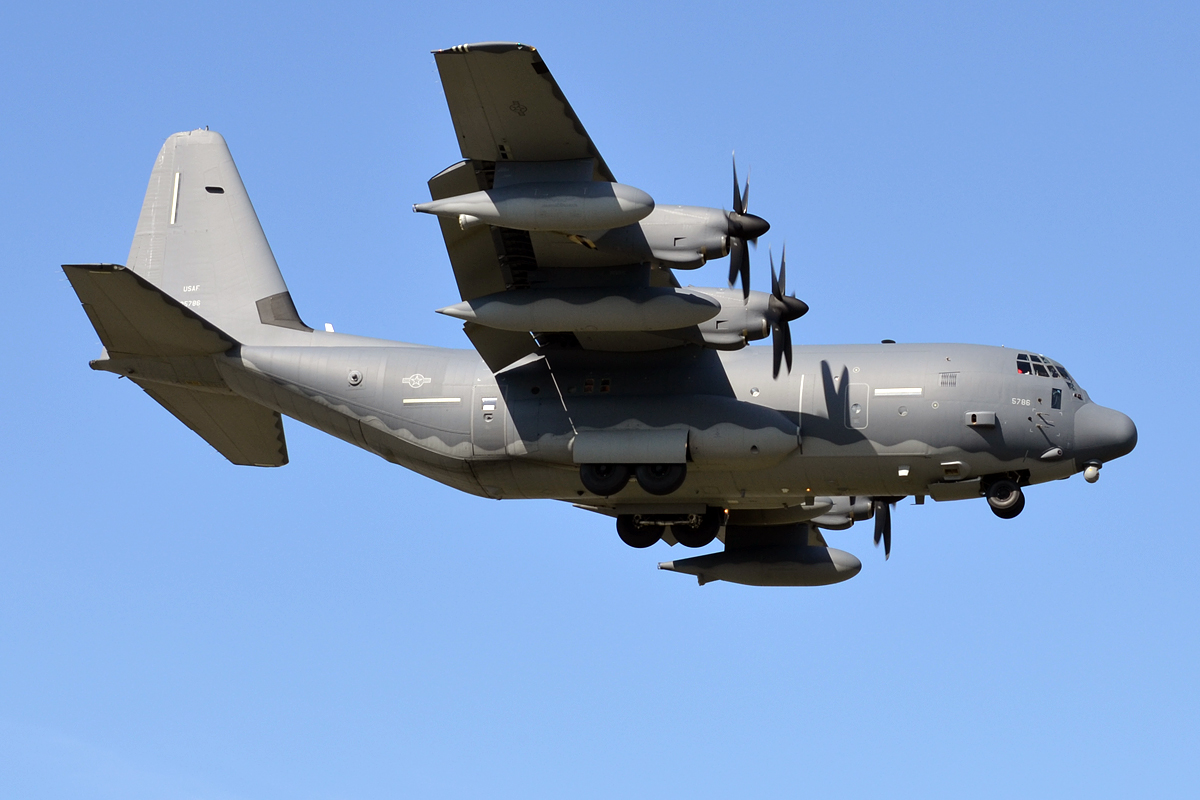
MC-130J dello Stormo

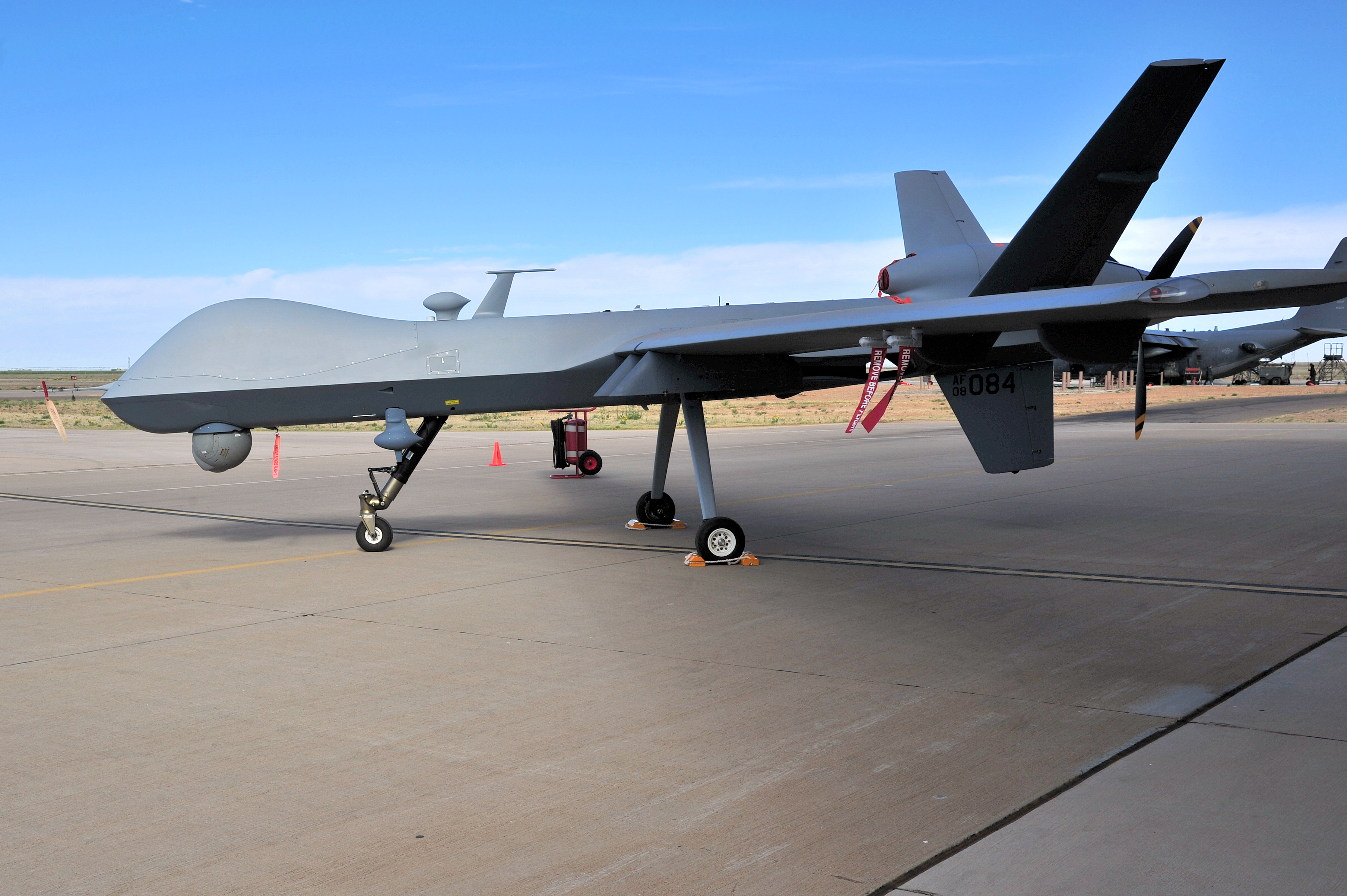
MQ-9 Reaper del 33rd SOS

Il 27th Special Operations Wing è uno stormo operazioni speciali dell'Air Force Special Operations Command. Il suo quartier generale è situato presso la Cannon Air Force Base, nel Nuovo Messico.

## Organizzazione
Attualmente, al maggio 2017, lo stormo controlla:
- 27th Special Operations Group
  - 27th Special Operations Support Squadron
  -  3rd Special Operations Squadron - Equipaggiato con MQ-1 Predator e MQ-9 Reaper
  -  9th Special Operations Squadron - Equipaggiato con MC-130J
  -  16th Special Operations Squadron - Equipaggiato con 12 AC-130W
  -  20th Special Operations Squadron - Equipaggiato con CV-22B
  - 33rd Special Operations Squadron - Equipaggiato con MQ-9 Reaper
  - 56th Special Operations Intelligence Squadron
  -  318th Special Operations Squadron - Equipaggiato con U-28A
- 27th Special Operations Maintenance Group
  - 27th Special Operations Aircraft Maintenance Squadron
  - 27th Special Operations Maintenance Squadron
  - 727th Special Operations Aircraft Maintenance Squadron
- 27th Special Operations Mission Support Group
  - 27th Special Operations Civil Engineer Squadron
  - 27th Special Operations Communications Squadron
  - 27th Special Operations Contracting Squadron
  - 27th Special Operations Logistics Readiness Squadron
  - 27th Special Operations Force Support Squadron
  - 27th Special Operations Security Forces Squadron
- 27th Special Operations Medical Group
  - 27th Special Operations Medical Operations Squadron
  - 27th Special Operations Medical Support Squadron
  - 27th Special Operations Aerospace Medicine Squadron